# See See Rider
See See Rider (także C.C. Rider / See See Rider Blues / Easy Rider) – amerykańska piosenka bluesowa. 
Jako pierwsza nagrała ją Gertrude "Ma" Rainey w 1924 roku i od tamtej pory była nagrywana przez wielu innych artystów. 

## Tekst
Słowa piosenki w większości składa się z tradycyjnych bluesowych słów – tekst opowiada historię niewiernego kochanka powszechnie nazywanego „easy riders”. 
Wyrażenie „Patrz mała, coś zrobiła!” (ang. „See See rider, see what you have done” opierają całą energię muzyki na słowie „patrz” (ang. „see”), a reszta utworu nie jest już tak dynamiczna.

## Popularność
W 2004, oryginalna wersja Ma Rainey z 1924 została wprowadzona do amerykańskiej Grammy Hall of Fame.

## Wersje innych wykonawców
Źródło
- 1960 – Ray Charles
- 1962 – Peggy Lee
- 1962 – Lou Rawls and Les McCann Ltd.
- 1963 – Ella Fitzgerald
- 1964 – Big Joe Williams
- 1965 – The Everly Brothers
- 1965 – Cher
- 1965 – B.B. King
- 1969 – Jerry Lee Lewis
- 1973 – Bill Haley and The Comets
- 1975 – Janis Joplin
- 1979 – John Lee Hooker

W latach 1970–1977 była wykonywana na żywo przez Elvisa Presleya.